# Municipio de Illinois (condado de Sedgwick)
El municipio de Illinois (en inglés, Illinois Township) es un municipio del condado de Sedgwick, Kansas, Estados Unidos. Tiene una población estimada, a mediados de 2023, de 2091 habitantes.

## Geografía
Está ubicado en las coordenadas 37°36′14″N 97°32′30″O / 37.60389, -97.54167. Según la Oficina del Censo, tiene una superficie total de 91.8 km², de los cuales 91.7 km² corresponden a tierra firme y 0.1 km² están cubiertos de agua.

## Demografía
Según el censo de 2020, en ese momento había 1999 personas residiendo en la zona. La densidad de población era de 21.8 hab./km². El 90.15 % de los habitantes eran blancos, el 0.50 % eran afroamericanos, el 0.75 % eran amerindios, el 0.20 % eran asiáticos, el 1.60 % eran de otras razas y el 6.80 % eran de una mezcla de razas. Del total de la población, el 4.85 % eran hispanos o latinos de cualquier raza.